# Pineus sichunanus
Pineus sichunanus är en insektsart som beskrevs av Zhang, G.-x. 1980. Pineus sichunanus ingår i släktet Pineus och familjen barrlöss. Inga underarter finns listade i Catalogue of Life.